# Egesina bakeri
Egesina bakeri är en skalbaggsart som först beskrevs av Fisher 1925.  Egesina bakeri ingår i släktet Egesina och familjen långhorningar. Inga underarter finns listade i Catalogue of Life.